# Карен (тропічний шторм, 2019)
Тропічний шторм «Карен» ( англ. Tropical Storm Karen) —  слабкий тропічний шторм, який вплинув Малі Антильські острови, Віргінські острови і Пуерто-Рико в вересні 2019 року, дванадцята тропічна депресія, одинацятий тропічний шторм в атлантичному сезоні ураганів 2019 року.
Карен викликала сильну повінь і відключення електроенергії в Тринідад і Тобаго. Збиток на острові Тобаго досяг 3,53 мільйона доларів США. Відключення електроенергії також відбулися в Пуерто-Рико, де близько 29 000 споживачів залишилися без електрики. Повідомлялося лише про мінімальні вплив шторму на Венесуелу, і решту Навітряних островів і Віргінських островів.

## Метеорологічна історія

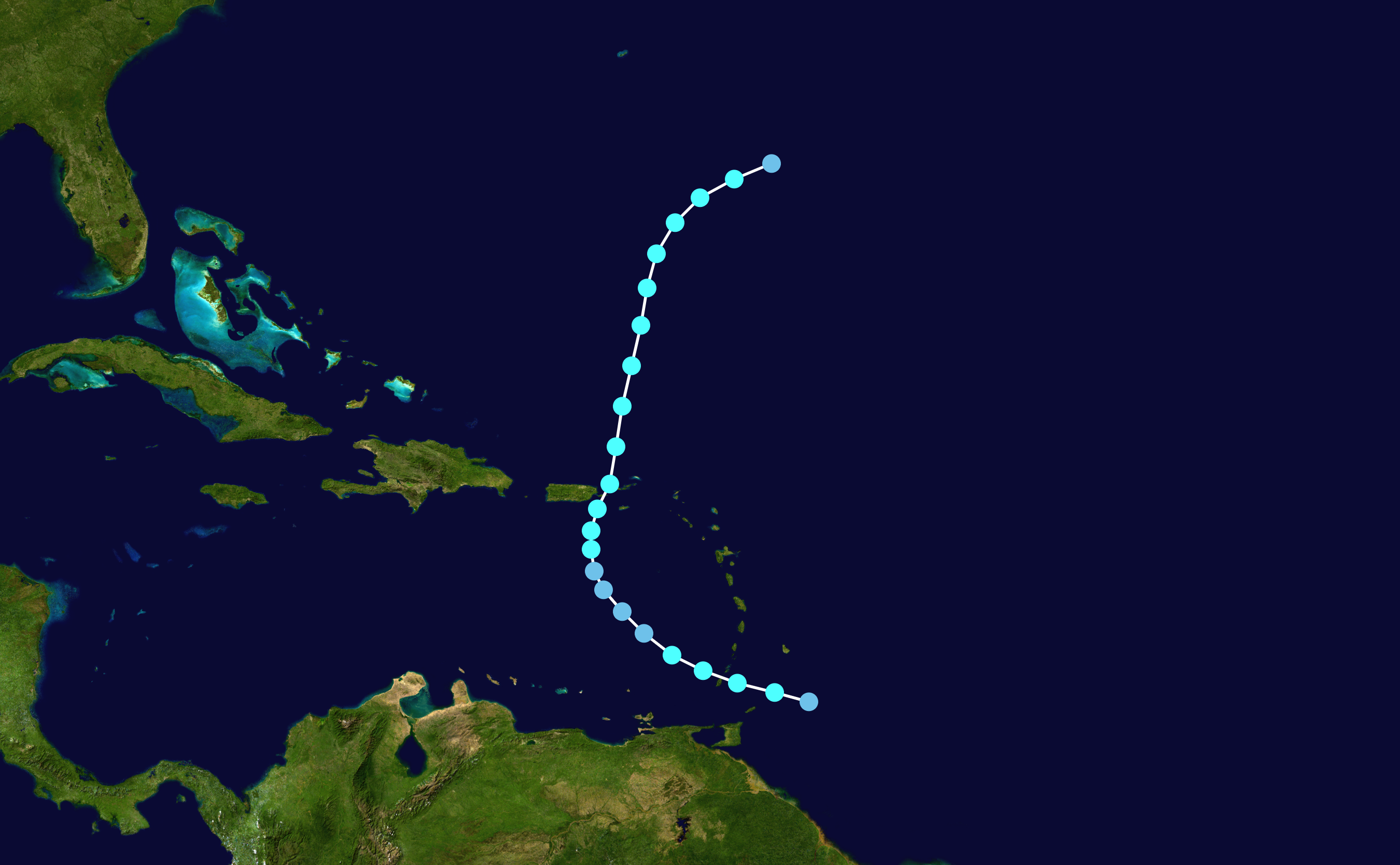
Карта шляху і інтенсивності Тропічнного шторму Карен за шкалою Саффіра–Сімпсона

14 вересня тропічна хвиля рушила від західного узбережжя Африки. Хвиля супроводжувалася великою зоною конвекції і зливами з грозами, коли вона рухалася над островами Кабо-Верде. Однак конвективная активність почала дезорганізовували, коли хвиля перетнула тропічну Атлантику. Національний центр ураганів (NHC) почав моніторинг системи 18 вересня. Рано на наступний день область зниженого тиску сформувався уздовж осі хвилі, коли вона був розташована приблизно в 575 милях (925 км) на схід-південний схід від південних Навітряних островів. 22 вересня утворилася тропічна депресія в 115 милях (185 км) на схід від Тобаго. У цей час система прямувала на захід-північний захід по південній периферії субтропічного хребта. Всього через три години депресія перетворилася в тропічний шторм Карен, перебуваючи приблизно в 120 милях (190 км) на північний схід від Сент-Вінсента. Близько 12:00 UTC у той же день Карен пройшла через Навітряні острова на північ від Тобаго.

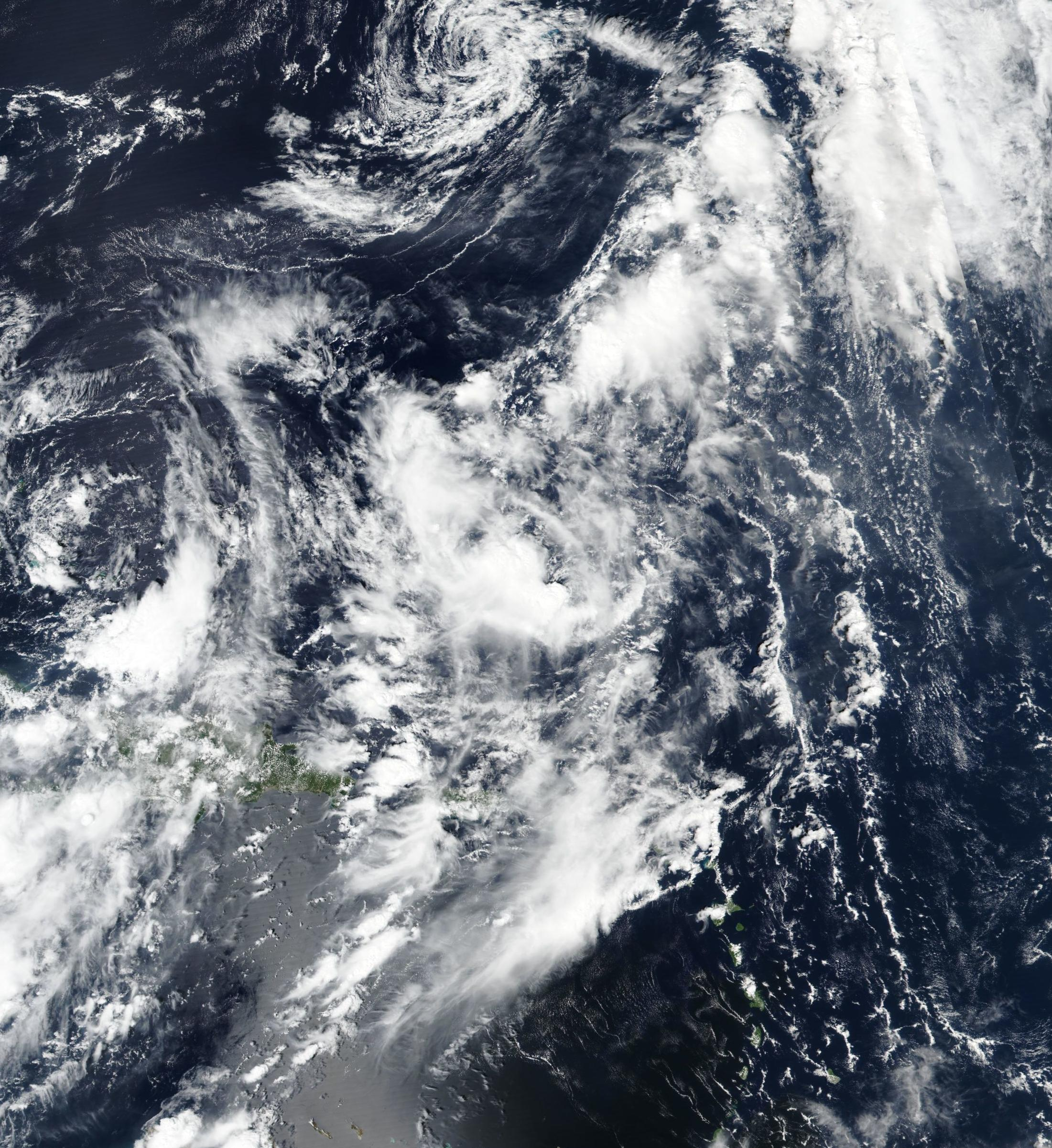
Тропічний шторм Карен в центральній частині Атлантичного океану з остатками урагану Джеррі на півночі

Рано вранці 23 вересня конвективна картина Карен  дезорганізовалась, оскільки вона перемістилася в зону сильного північно-східного вертикального зсуву вітру та сухого повітря. О 6:00 UTC 24 вересня Карен перетворилася в тропічну депресію, коли вона змістилася на північний схід. Рано 25 вересня глибока конвекція почала повільно наростати, однак грозова активність тривала на південь від центру через зсув вітру з півночі на північний схід. Хоча всього кілька годин по тому, в центрі шторму почала утворюватись глибока конвекція. О 6:00 UTC того дня Карен знову досягла статусу тропічного шторму, перебуваючи приблизно в 145 км на північний захід від острова Санта-Крус. Карен початку сповільнила  свій рух і рушила на північ навколо західній периферії субтропічного хребта. До 18:00 за Гринвічем центр шторму злегка змінився на захід.  В 0:00 UTC 25 вересня шторм досяг своєї початкової пікової інтенсивності з триваючим протягом однієї хвилини вітром 45 миль в годину (72 км / ч) і мінімальним центральним тиском 1003 мбар (29,62 дюйма ртутного стовпа) при русі. над островами Кулебра і Вьекес. Пізніше в той же день Карен увійшла в центральну Атлантику.
26 вересня над центром Карен сформувалася конвекція. О 9:00 за всесвітнім координованим часом в той день шторм досяг свого другого піку інтенсивності з вітром близько 45 миль в годину (75 км / ч) і мінімальним тиском 1004 мбар (29,65 дюйма ртутного стовпа). Однак пізніше в той же день циркуляція Карен стала подовженою, і ослаблення відбулося рано вранці 27 вересня. Кілька годин по тому NHC зазначив, що циркуляція шторму приєдналася до поверхневої кордону, який простягнувся від залишків урагану Джеррі. О 12:00 за Гринвічем 27 вересня Карен стала тропічної депресії. Всього дев'ять годин по тому система перетворилася в жолоб, перебуваючи приблизно в 425 милях (685 км) на схід-південний схід від Бермудських островів.

## Підготовка і наслідки

### Тринідад і Тобаго
20 вересня для Тринідаду і Тобаго було випущено попередження про тропічний шторм. Однак попередження було знято всього через кілька годин. Через шторм по всій країні було оголошено червоний рівень тривоги. Регіональні корпорації роздавали мішки з піском в деяких частинах східного і південного Тринідаду. Деякі спортивні ігри були відкладені або скасовані через шторм. Caribbean Airlines скасувала безліч рейсів в країну. Жителів країни попросили не наближатися до моря з міркувань здоров'я і безпеки.
Сильні дощі викликали раптові повені в Тринідаді і Тобаго. Повідомлялося про сильні повені на південному заході Тобаго і Скарборо. На Тринідаді річка Сенді вийшла з берегів, викликавши повінь в Мейсон-Холі. Неподалік через зсув перекрили дорогу і зруйнували будинок. В Плімуті сім човнів затонули після того, як причал був пошкоджений. У Mt. Ламберта, поля були затоплені паводковими водами. Однак більша частина Тринідаду не постраждала. Дорога в Тобаго була всіяна поваленими деревами і опорами. Під час шторму, вісім човнів були знищені в Роксборо, в результаті чого був завдав збитків на суму $ 7400 доларів. Агентство з надзвичайних ситуацій Тобаго (TEMA) заявило, що загальний збиток від шторму оцінюється в 4 мільйона доларів на Тобаго.

### Пуерто-Рико

Радар тропічного шторму Карен над островами Вьекес и Кулебра з 24 по 25 вересня

22 вересня попередження вперше були випущені в Пуерто-Рико, включаючи Віргінські острови. Усі попередження було знято до 9:00 UTC 25 вересня. Попередження про раптові повені було випущено для великих територій Пуерто-Рико. Національна служба погоди (NWS). Губернатор Ванда Васкес оголосила 23 вересня надзвичайний стан в Пуерто-Рико. Школи та урядові будівлі були закриті через загрозу проливних дощів і повеней. По всьому острову уряд відкрив 67 притулків.  На Віргінських островах США також були закриті школи і урядові будівлі. Порти були закриті, а Seaborne Airlines і Sea Flight скасували рейси між Санта-Крус і Сент-Томас. Також на острові Сент-Томас з 24 по 25 вересня було закрито рух на частині Veterans Drive. Пошукові роботи 48-річної жінки з Кентуккі, яка зникла безвісти в Національному парку Віргінських островів, довелося ненадовго призупинити через шторм.
Пікову кількість опадів Карен випало в 5 дюймів (127 мм) в Коамо, де був знесений міст, де в ізоляції залишилося 15 сімей.  Численні дороги через острів були затоплені і стали непрохідними через зсуви. Річка Кулебрінас вийшла з берегів, викликавши повінь в Агуаділья. Приблизно 29 000 споживачів залишились без електрики в Пуерто-Ріико. Обвал заблокував частина шосе 14 в Айбоніто. У Тоа Баха двоє людей опинилися в пастці в будинку через повінь. Інший будинок в муніципалітеті був затоплений паводковими водами. В результаті повені одна людина виявилася в пастці в машині в Дорадо. На території в результаті шторму було переміщено 217 осіб. Директор Агентства по боротьбі зі стихійними лихами Пуерто-Рико Карлос Асеведо заявив, що Карен не заподіяла серйозної шкоди Пуерто-Рико. На Віргінських островах США шторм викликав раптові повені, зсуви і відключення електроенергії. Карен встановила денний рекорд кількості опадів в аеропорту Сирила Е. Кінга на острові Сент-Томас 24 вересня, коли випало 31,2 мм (1,23 дюйма) опадів. Це побило попередній рекорд в 1,02 дюйма (25,9 мм) з 1990 року [42]. 25 вересня волонтери Червоного Хреста оцінили збиток в шести муніципалітетах Пуерто-Рико. Відновлення електроенергії на Віргінських островах було завершено до 28 вересня.

### Кариби
Коли Карен сформувалася 22 вересня, попередження про тропічний шторм були випущені для Гренади і Сент-Вінсента і Гренадин. Коли попередження були зняті до 23 вересня. Карен викликала сильний вітер і потужні зливи на Гренаді, де були випущені попередження про повені та зсуви. У сусідньому Сент-Вінсент і Гренадини було оголошено про повінь для країни з загрозою проливних дощів. У той же день порт Кінгстаун ненадовго припинив роботу.  Повідомлялося про пориви вітру, сильному прибої і повалених деревах на Острові Юніон. У Венесуелі від сильних дощів постраждали Каракас і Гуїро. В останньому деякі райони були знеструмлені, а кілька будинків були затоплені. 23 вересня для Британських Віргінських островів було випущено попередження про тропічний шторм, яке пізніше було скасовано 25 вересня. Готуючись до урагану, державні та приватні школи були змушені закритися. Багато магазинів також закрилися разом з банками, деякими клініками, портами і аеропортами. Повідомлялося про сильних вітрах і проливних дощах на деяких ділянках островів. Падаючі дерева обірвали лінії електропередач, що призвело до відключення електроенергії. Однак Департамент по боротьбі зі стихійними лихами не зафіксував серйозних ушкоджень.